# 仙谷由人
仙谷 由人（せんごく よしと、1946年〈昭和21年〉1月15日 - 2018年〈平成30年〉10月11日）は、日本の政治家、弁護士。位階は従三位。勲等は旭日大綬章。
衆議院議員（6期）、衆議院決算行政監視委員長、内閣府特命担当大臣（行政刷新）、公務員制度改革担当大臣、内閣府特命担当大臣（「新しい公共」）、内閣官房長官、法務大臣、拉致問題担当大臣、民主党代表代行、内閣官房副長官、民主党経済財政・社会調査会長などを歴任した。

## 概要
1990年の土井ブーム時に日本社会党から当選し、社民党、旧民主党を経て民主党に所属、衆議院議員を6期務めた。旧民主党政策調査会長、民主党政策調査会長（第7代）、内閣府特命担当大臣（行政刷新担当）、公務員制度改革担当大臣（第6代）、国家戦略担当大臣（第2代）、内閣府特命担当大臣（「新しい公共」担当）、内閣官房長官（第78代）、法務大臣（第85代）、拉致問題担当大臣（菅直人改造内閣、民主党代表代行、内閣官房副長官（政務担当）、民主党経済財政・社会調査会長などを歴任。

## 経歴

### 生い立ち
徳島県徳島市出身。父は裁判所の職員、母は徳島高等女学校の教師。なお、母は熱心な組合活動家でもあったという。

### 学生時代
徳島県立城南高等学校卒業。1964年に東京大学文科一類に合格し、上京する。大学の同期（入学者）には元・自由民主党総裁の谷垣禎一などがいた。
東大時代は全共闘の新左翼系学生運動家であり、日本共産党を脱党した安東仁兵衛らが指導した構造改革派のフロントというセクトのシンパだった。
東大安田講堂事件の際は講堂の中にはおらず、救援対策や弁当の差し入れなどを行い、学生活動家仲間からは「弁当運び」と呼ばれていた。
5年次在学中の1968年に司法試験に合格し、中退して司法研修所に入所した。

### 弁護士時代
司法修習23期（同期に漆原良夫）を経て弁護士登録。 1971年から弁護士活動を開始。弁護士時代は労組事件や日本教職員組合関連の案件を扱った。麹町中学校内申書事件では保坂展人の弁護人も務めている。また、ピース缶爆弾事件では弁護人として無罪を勝ち取った。所属していた弁護士事務所の部下に福島瑞穂らがいる。また、小川薫の弁護士を務めた。

### 政界入り
1990年2月18日の第39回衆議院議員総選挙に日本社会党公認で旧徳島県全県区から立候補し当選した。当選後は、社会党を現実的に政権を担える党へ脱皮させることを目指していたニューウェーブの会のメンバーとして活動し、山花貞夫委員長を首班とする社会党シャドーキャビネットで官房副長官を務めたが、1993年の第40回衆議院議員総選挙では次点で落選した。その後、社会党が名称変更した社会民主党を離党し、四国市民ネットワーク代表を経て旧民主党に参加。

### 旧民主党
1996年10月20日の第41回衆議院議員総選挙では新設の徳島1区から立候補し、当選、政界に復帰。以後、徳島1区で5回連続当選。同年11月に落選した簗瀬進に代わり党政策調査会長に就任した。1997年9月には幹事長代理に転じた。1999年7月、衆院本会議で国旗及び国歌に関する法律に賛成票を投じた。

### 民主党
2002年1月15日に胃がんの手術のため国立がんセンターに入院し、週刊朝日で告白記事を執筆した。また、同年の代表選に連動して前原誠司・枝野幸男らと凌雲会を結成した。
2004年5月に党代表に岡田克也が選出された際に党政調会長に就任。同時に、民主党次の内閣の「ネクスト官房長官」に就任した。
2005年9月11日、民主党が衆議院選挙で大敗し、岡田は引責辞任したものの、同じグループでの活動が目立った前原誠司が党代表に就任したため、次の内閣の「ネクスト厚生労働大臣」に就任。同年11月25日に民主党が設立した公共政策プラットフォーム（プラトン）初代代表理事に就任。
2006年2月16日に発生した堀江メール問題の際、野田佳彦の引責辞任を受け就任した渡部恒三国会対策委員長からの要請を受け、幹事長代理を兼任。同年4月7日に党代表に選出された小沢一郎の執行部では再び次の内閣閣僚に選任された。2006年9月28日、第165回国会で衆議院決算行政監視委員長に就任。
2008年3月に任期切れを迎えた日本銀行総裁人事では、当初、「財金分離」の観点から「財務省次官経験者」が日銀総裁に就くことに反対を表明したものの、4月の日銀副総裁人事では一転して財務省出身か否かにかかわらず資質によって選択するよう主張した。同時に、副総裁として起用が予定されていた伊藤隆敏東大教授の就任も不同意とし、日銀出身の白川方明（前日銀総裁）のみの同意となった。
2008年7月、「時代が仙谷由人を求めているかどうか判断する」と述べて同年9月の民主党代表選出馬への強い意欲を示したが、出馬には至らなかった。

#### 鳩山政権

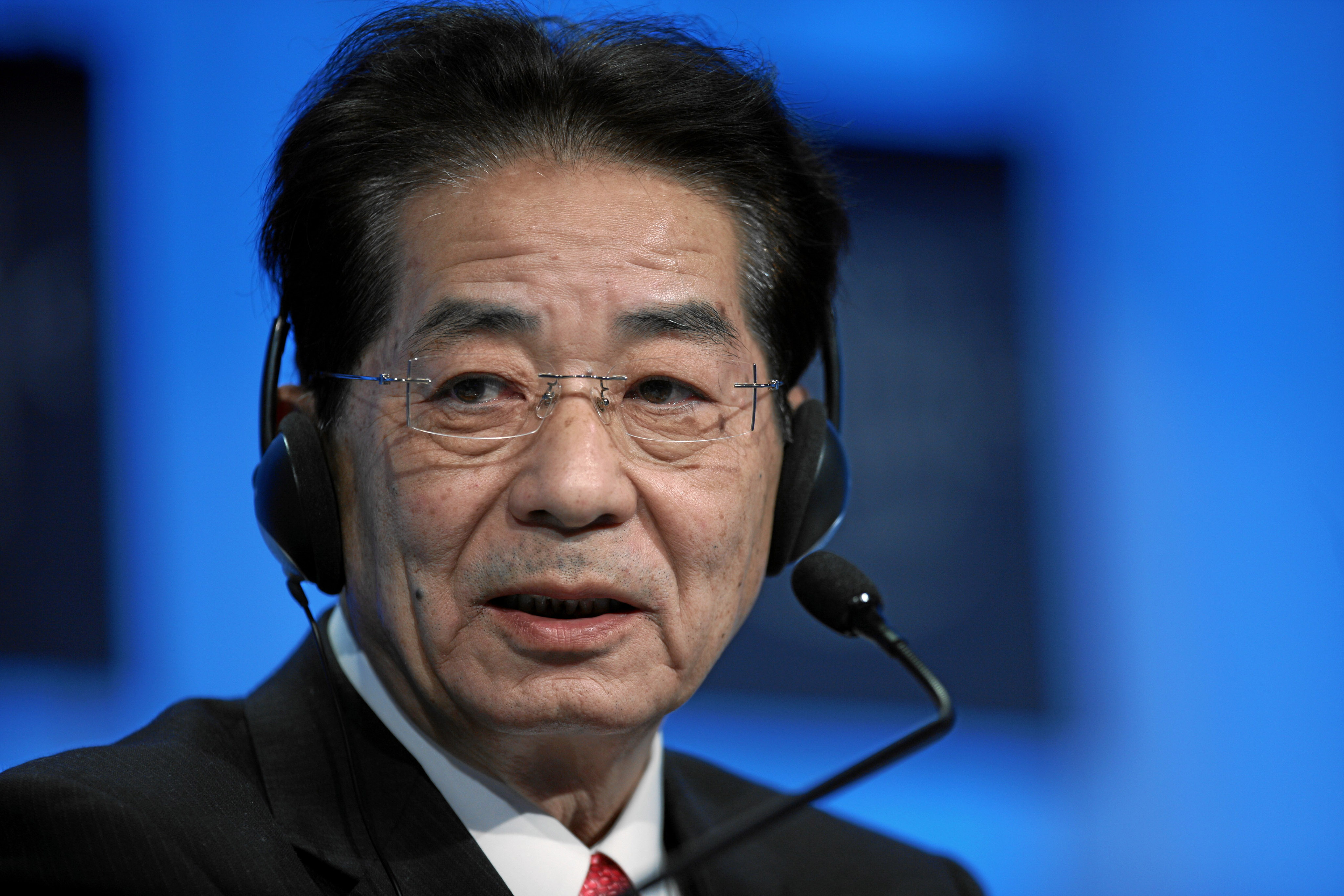
2010年1月30日、世界経済フォーラムにて

2009年9月発足の鳩山由紀夫内閣では内閣府特命担当大臣（行政刷新担当）に就任した。また、内閣府特命担当大臣の所管事務とは別に、国務大臣として「公務員制度改革を推進するため企画立案及び行政各部の所管する事務の調整」（公務員制度改革担当）も担当することになった。
大蔵事務次官を務めた斎藤次郎の郵政社長人事が天下りと指摘されたことに対し、「国家公務員法の第106条の2」の元公務員の再就職の斡旋の主語は「職員」であって「政府」や「内閣」ではないと指摘しながら、問題はないとの見解を示した。なお民主党は、2007年11月14日に、労働保険審査会委員・運輸審議会委員・公害健康被害補償不服審査会委員の計3人の元官僚を、福田康夫首相が選任した際の国会同意人事については天下りを理由に不同意としている。
2010年1月7日、菅直人が閣内横滑りの形で財務大臣に就任したことに伴い、仙谷は国務大臣として「税財政の骨格や経済運営の基本方針等について企画立案及び行政各部の所管する事務の調整」（国家戦略担当）も追加で担当することになった。2010年2月10日、枝野幸男の入閣に伴い、仙谷は内閣府特命担当大臣（行政刷新担当）の任を解かれ、新たに内閣府特命担当大臣（「新しい公共」担当）に任命された。なお、「公務員制度改革担当」及び「国家戦略担当」は引き続き兼務することとなった。

#### 菅直人政権

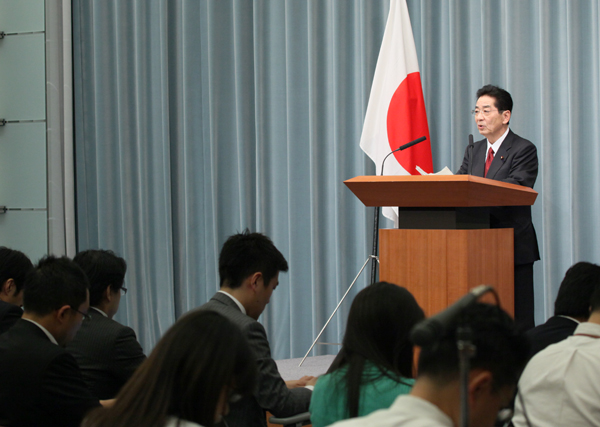
2010年6月8日、菅直人内閣の閣僚名簿を発表する仙谷

2010年6月8日発足の菅直人内閣では横滑りで内閣官房長官に就任。「影の総理」、「赤い後藤田」と呼ばれるほどの政界実力者として注目されるようになった。通常は5人程度の官房長官秘書官を10人抱えたこと、10月14日の横浜で行われたアジア太平洋経済協力会議での日韓首脳会談に首相と共に陪席したことなどが異例だと報じられた。
菅直人第1次改造内閣でも内閣官房長官として留任。2010年11月22日以降は、失言問題で辞任した柳田稔の後任として法務大臣を兼任した。11月15日、尖閣諸島中国漁船衝突事件の対応などを理由に自民党が衆議院に提出した仙谷の不信任決議案は与党と社民党の反対多数により否決。11月26日、中国漁船問題や暴言などを理由に自民党がみんなの党とともに参議院に提出した問責決議案は賛成127票・反対111票で可決されたが、仙谷は法的拘束力のない問責決議より不信任決議が優先されるとの認識を示し、辞任を否定した。
2011年1月14日、菅直人第2次改造内閣の発足に伴い、法務大臣と内閣官房長官を退任。民主党代表代行に就任した。
2011年東北地方太平洋沖地震に際して、計画停電が社会に与える影響を東京電力に問い合わせたが、「ご不明な点はカスタマーセンターまで」と書かれた紙がファクスで送られてきた。仙谷はこの扱いに激怒し、事態にあたっている東京電力担当者を呼びつけ、「どういうことだ。俺を誰だと思っているんだ」と怒鳴った。また、大韓民国大統領・李明博の要請を受け訪韓する予定だったが、地震の発生を受けて取りやめた。3月17日、民主党代表代行を兼務したまま政務担当の内閣官房副長官に就任した。同年9月2日の野田内閣発足に伴い内閣官房副長官を退任。

#### 野田政権以降
2011年9月、野田佳彦代表の下、新設された民主党政策調査会長代行に就任。また、10月4日からは新設された党経済財政･社会調査会長も兼務した。同年11月10日、凌雲会の会長に前原誠司が就くことになり、仙谷は顧問に就任した。また、政治団体としての凌雲会の代表者についても、従来は仙谷として届け出ていたが、これを機に前原に変更することになった。
2012年10月5日、内閣改造に伴う党人事により副代表に就任。同年12月16日に行われた第46回衆議院議員総選挙では野中広務元自民党幹事長からも支援を受けたが、小選挙区で自民党の新人福山守に敗れ、比例復活もできず議席を失った。この結果については、官房長官時代の中国漁船衝突事件への対応が「弱腰外交」と批判されたこと、国会答弁で「自衛隊は暴力装置」と発言したこと、また「原発推進派」とみなされ一部の支持者が離反したことが要因に挙げられている。
2013年6月28日、衆議院の区割り改定法が公布、施行され、徳島県の小選挙区数は「3」から「2」に減少。
民主党県連は旧徳島1区の仙谷と旧徳島3区の仁木博文のいずれかを新1区の候補者にすることで調整していたが、2014年11月15日、仙谷は仁木と二人きりで会い、仁木に出馬するよう直接促した。同年11月18日、仙谷が政界を引退する意向を固めたことが各メディアで報じられた。政界引退後は弁護士稼業に戻った。
2018年10月11日午後22時30分、肺がんのため、東京都内の自宅で死去。72歳没。同日付で叙従三位、旭日大綬章追贈。

## 政策・主張

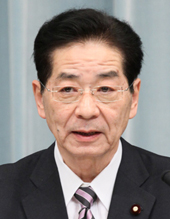
内閣官房長官時の肖像写真

### 基本政策
政策グループ
社会党出身ながら、民主党内では前原グループに所属し、鳩山由紀夫グループ・菅直人グループ・旧社会党系・旧民社党系などのグループから一定の距離を置いていた。前原グループでは会長経験があり、会長から退いた後も枝野幸男・前原ら党内の中堅・若手議員の後見役的ポジションとして存在感を保っていた。
2007年のいわゆる大連立騒動では、大連立構想を党に持ち帰ってきた小沢一郎に対し、党内コミュニケーションの不足を面と向かって指摘し批判した。2009年3月の小沢の西松建設事件に対しても党内から辞任を求めるなど、往時は党内反小沢勢力の旗頭と目されていた。
公明党
2007年7月8日、徳島駅前で「公明党という中途半端ないんちきな政党がいる。何が平和の党だ。何が福祉の党だ。どこか(創価学会)から命令が下りたら三日間で五万票が動く。こんなでたらめな民主主義があるか」と演説した。
公務員政策
民主党政権のなかでも極度の官僚（キャリア）嫌いであり、政権内でもその行動・言動を疑問視する向きも少なくない。
事務次官制度の廃止を提唱している。
自治労協力国会議員団長を務めている。
2009年4月27日、社保庁でヤミ専従や年金のぞき見、年金横領などで問題のあった職員は日本年金機構には全員採用されないことが閣議決定され、民間への再就職斡旋や分限免職の対象となる見込みであるが、仙谷は、自治労とともに、対象となる社保庁職員の分限免職の回避や雇用の確保を厚生労働大臣に要請した。
議員歳費の削減には「みんなが低い方に合わせるように足を引っ張り合うことがいいのかどうか」と述べ、否定的な見解を示している。

### 経済・財政政策
新自由主義
民主党が「新自由主義」批判に傾いた2010年においてもなお、自身のwebページにおいて2000年代初頭における民主党の「官から民へ」路線に基づいた政策信条の記述を残していることから、大胆な規制緩和・自由化や地方分権を主張する新自由主義論者とみなす向きもある。下記にあるような均衡財政論者としての姿はそれと矛盾しないが、一方で#消費者行政にあるように企業活動の規制を主導する政治家としての面もある。
税制
2010年1月6日の講演で「法人税も課税ベースを広げた上で税率を下げないと、第3次産業化についていけない。相続税も、65歳を超えている人への相続は財産が社会的に有効に使われているのか。遺産税のようなものも考えないといけない。」「人口構成がこれだけ変わってくると、消費税率を20％にしても、それだけでは追い付かない。」と述べた。増大する社会保障費の財源を確保するため、消費税・法人税・所得税等の税制を抜本改革すべきと主張している。
公定歩合
2008年3月11日の衆議院議院運営委員会理事会での武藤総裁候補に対する質問にも見られるように、低金利政策に対して批判的な姿勢をとる。
デフレーション
2010年4月13日、閣議後の会見で、デフレ克服のための財政出動に関連して、数十兆円規模の需給ギャップを解消することによるデフレ脱却論は、経済にマイナスの影響が大きいとの認識を示した。
郵政民営化
郵政民営化法の衆院採決の直前、郵政民営化反対派の亀井静香に対し「仮に解散になったら、反対派は公認されないので大変でしょう。民主党としても配慮しないわけにはいきませんな」と働きかけた。岡田克也はこの発言を即座に否定した。

### 文教・科学技術政策

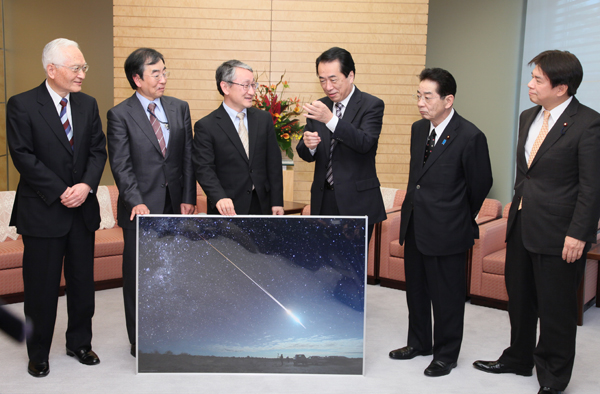
2010年2月9日、内閣総理大臣官邸にて宇宙航空研究開発機構理事長立川敬二（左端）、宇宙科学研究所宇宙航行システム研究系教授川口淳一郎（左から3人目）、固体惑星科学研究系教授藤村彰夫（左から2人目）、内閣総理大臣菅直人（右から3人目）、文部科学副大臣笹木竜三（右端）らと

スポーツ政策
2004年のプロ野球再編問題に際し、同年8月4日に国会議員35人による、1リーグ制移行の阻止と第三者協議機関の設置を目指す「日本プロ野球の更なる飛躍・発展とスポーツ文化振興による地域活性化を推進する会」の発起人代表に就任。

### 法務行政
民法改正
2005年には「政権交代でぜひ民法改正を実現し、若い人がより安心して新しい家族を作れるようにしたい」と述べるなど、選択的夫婦別姓制度に賛同する。2010年6月17日には、選択的夫婦別姓制度を導入するための民法改正について「民主党としてはなるべく早く実現させたいという立場だ。」と述べている。また、2003年7月10日には、「選択的夫婦別姓を即座に法案として通す、ここから始めない限り、一方で女性の手足を縛るようなことを平気でやったり、ああいう言動を出しながら、子供を多く産めと。種馬や何とかじゃないわけでありますから、あくまでも人間としての女性を位置づけないと」と述べ、民法改正を進めない当時の自民党を批判している。

### 消費者行政
こんにゃくゼリー
2008年10月2日、民主党人権・消費者調査会会長として、こんにゃくゼリーの販売禁止を野田聖子消費者行政担当大臣に申し入れた。
消費者庁設置構想
2009年4月14日、消費者庁設置関連法案について、「消費者権利院」を内閣の外に設置することを求めたが、有識者による監視機関「消費者委員会」を内閣府の内部組織から外局に格上することで与党と合意した。この仙谷の対応を、自民党の大島理森国対委員長は「民主党の良識が戻った」と賞賛した。

### 外交・安全保障政策

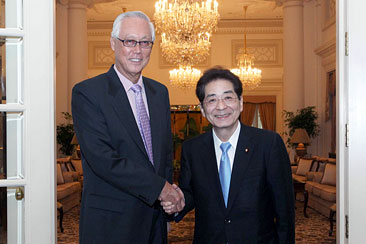
2012年5月、シンガポールにて元上級相ゴー・チョクトン（左）と

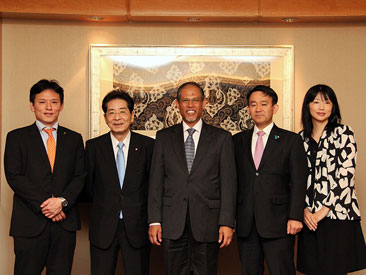
2012年5月、シンガポールにて国務大臣（外務・内務担当）マサゴス・ズルキフリ（中央）、衆議院議員田村謙治（左端）、三宅雪子（右端）、谷田川元（右から2人目）らと

中韓外交
外交は「アジア重視」を掲げ、過去の戦争の反省にたって中国・韓国・北朝鮮と友好・協力関係を築くべきだと主張している。
2006年8月7日に韓国を訪問し、韓国の与党・野党党首と面談。「日韓関係悪化は、小泉（純一郎）という特異な人物のせい」であると釈明し、民主党のアジア重視政策を説明。北朝鮮問題などの解決に日韓の連携を訴えた。
2010年9月24日、尖閣諸島中国漁船衝突事件で逮捕した船長を那覇地検が処分保留で釈放したことについて、仙谷は「検察が総合的に判断した。国内法に基づいて（捜査を）進めた結果だ」と述べた。この釈放については、日中両国がこれ以上対立するのは望ましくないとの政治判断とされている。
靖国神社参拝問題
2001年8月、「小泉首相の靖国参拝反対の集い」の呼びかけ人となる。開催の挨拶で仙谷は「私は毎年8月15日には韓国の大邱に行き、中蘇（サハリン）離散家族会総会に出席し、サハリンに強制連行された遺族の方の哀号と糾弾の叫びをききながら一日を過ごすことにしている。その経験から言うと、21世紀になって小泉さんが靖国にどうしても行くというのは、すっとんきょうで、とんちんかんで、訳の分からない行為。日本のためにも相手のためにも、おやめいただかなければならない。」と述べた。
韓国との戦後処理（韓国人への個人補償）
2010年7月7日、日本外国特派員協会の記者会見で、韓国との戦後処理について質問を受け、「一つずつ、あるいは全体的にも、この問題を改めてどこかで決着を付けていくというか、日本のポジションを明らかにする必要があると思っている」と述べ、「従来の政府の対応は不十分だ」との認識を示した。なお日韓は1965年に日韓基本条約にて国交正常化。同条約と日韓請求権協定によって、韓国政府は自らの意向により、多額の資金供与、円借款と引き換えに韓国人個人の請求権を放棄したことについては、「法律的に正当性があると言って、それだけでいいのか、物事が済むのかという話だ」述べた。
竹島問題
2010年7月、日本政府は7月末に閣議了承する予定だった2010年版防衛白書を9月以降に先送りする方針を固めた。韓国にて8月29日に「日韓併合100年」を迎えるにあたり、日韓両国が領有権を主張する竹島について日本固有の領土と防衛白書に明示することを控え、韓国側に配慮する形となった。仙谷由人官房長官が27日、防衛省に指示し最終決定した。韓国側はこれまでも外交文書などに竹島を日本固有の領土と記載することについて反発を繰り返しており、2010年は特に日韓併合100年目を迎える節目にあたることもあり外交ルートなどを通して竹島を日本領土と記載しないように求めてきていた。日本政府は9月に先送り後、竹島（及び北方領土）を「わが国固有の領土」と記述する考えだが、対外関係を理由に先送りするのは極めて異例。
尖閣諸島中国漁船衝突事件
2010年9月7日に発生した尖閣諸島中国漁船衝突事件にて逮捕された中華人民共和国の漁船の船長の釈放を菅直人首相、前原誠司外務大臣が外遊にて不在のなか、あくまでも検察独自の判断であったとした上で承認、政権内部に反対の声があることについては「承知していない」と述べた。この中華人民共和国の漁船の船長の釈放について、多くの海外メディアは「中国の圧力に屈した」などと報じており、中華人民共和国の中国共産党政府からは釈放後に謝罪と賠償を求める声明が出された。
10月18日、参院決算委員会で自民党の丸山和也が、仙谷と電話で意見交換をおこなったと主張した。丸山によれば仙谷は、「船長は判決を受けてから送還なりすべきだった」との丸山の意見に対し、「そんなことをしたらAPECが吹っ飛んでしまう」と答え、「釈放は国家（にとって）の大きな損失。日本は中国の属国になっていくのでは」との疑問には、「属国化は今に始まったことではない」と答えたという。仙谷は、「そのような会話をした記憶はまったくない」と丸山の主張を否定した。
仙谷は、事件の海上保安庁による現場映像の公開には反対の立場をとっており、2010年11月5日に事件の映像がYouTubeにて公開された際にも、記者会見で「司法当局の捜査とする判断もしなければならない」と述べている。なお、公開者のID「sengoku38」は仙谷を揶揄するIDであったとの説もある。
2013年9月24日、仙谷は漁船の中国人船長の釈放を司法当局に促す「政治介入」を行っていたことを認めた。菅政権はこれまで「検察の手続きの中で決められた」と司法の独立は維持されているとの公式見解を示していた。

### 環境行政
地球市民
地球市民という言葉を好み、自然派であるとしている。
静岡空港
公共事業そのものに対して批判的で、静岡空港建設反対の国会議員署名活動でも署名者に加わった。

## 議員連盟
- 在日韓国人をはじめとする永住外国人住民の法的地位向上を推進する議員連盟
- 天皇陛下御即位二十年奉祝国会議員連盟（常任幹事）
- 朝鮮通信使交流議員の会（顧問）
- 北京オリンピックを支援する議員の会
- 民主党日韓議員交流委員会（幹事）
- 国立追悼施設を考える会（発起人）
- ラーの会

## 発言

### テロリズムへの皮肉
2004年9月30日、右翼団体の男性が衆議院通用門に車で突っ込んだ事件に関して、「政府の対応に不満を持つなら、目指すは官邸か内閣府だ」と述べた。

### 「文化大革命」
2009年11月12日、『毎日新聞』の政策情報誌「毎日フォーラム-日本の選択」のシンポジウム「政治は変わったか〜民主政権の課題と自民再生への展望」において、行政刷新担当相として、事業仕分けについて、「予算編成プロセスのかなりの部分が見えることで、政治の文化大革命が始まった」と述べた。また、12月9日に、テレビ朝日『スーパーモーニング』内で、「事業仕分けで文化大革命が起こってますよ」と発言した。さらに、12月17日に国家公務員制度改革推進本部の立花宏事務局長ら10名の幹部職員を更迭した際にも、政治主導の文化大革命だと述べた。

### 池田勇人の発言について
自著『金融・経済危機、そして日本』で、「かつて『貧乏人は麦飯を食え』といった政治家（注・池田勇人を指す）がおりますけれど、今はそんな度胸のある政治家はありません。私はここまで（注・のどもとを指す）でかかっておりますが、次の選挙でもう一回落ちたらもう立ち上がれないと思っていますので、ちょっというのを控えています」と記述している。

### 小野次郎批判
2010年10月15日、参議院予算委員会に、みんなの党などの要請で招致され公務員の現役出向に関する答弁を行うために前国家公務員制度改革推進本部事務局審議官（委員会出席時は経済産業省官房付）の古賀茂明が政府参考人として出席し、民主党政権の公務員制度改革への取り組みを「不十分だ」と批判した。これに対し仙谷官房長官は「小野議員の今回の（中略）現時点での彼（古賀）の職務、彼の行っている行政と関係のないこういう場に呼び出すこういうやり方は甚だ彼の将来を傷つけると思います」「優秀な人であるだけに大変残念に思います。」と述べた。本件については、鶴保庸介参議院決算委員長（自民）及び前田武志参議院予算委員長（民主）は、異例の厳重注意を行った。

### 丸山和也とのやり取り
2010年10月18日午後に行われた参院決算委員会で、尖閣諸島中国漁船衝突事件について自民党参議院議員丸山和也と電話でやりとりをしたことについての問いに、「最近健忘症にかかっているのか何か分かりませんが、そういう電話で今、丸山議員がこの場で暴露されたような会話をした記憶は全くない」と答えた。その後、マスコミのインタビューで仙谷が丸山の発言を「いい加減な人のいい加減な発言だから」と語っていることに関して丸山は「健忘症と言いその場で反論をせず逃げた男が、後になってけしからん。これについてはけじめをつけようと思っている。」と反論している。11月30日、丸山は仙谷と国に対し計3千万円の損害賠償と謝罪広告の掲載を求めて東京地裁に提訴し、仙谷を侮辱容疑で東京地検に告訴した。2011年7月12日、東京地検は嫌疑不十分につき不起訴とした。2012年9月11日、東京地裁は丸山の請求を棄却した。

### 「リベラル」という用語について
天皇及び皇室について、「天皇陛下を含めて日本で最もリベラルな方々の集団」「右派は右派、左派は左派。リベラルはリベラル。リベラルという言葉に左派というレッテルを押す用語法を私は全然、使っていない」と述べたと産経新聞が報道した。

### 読売新聞の取材への批判
2010年11月9日、読売新聞夕刊にインターネット上に流出した沖縄尖閣諸島沖の中国漁船衝突事件映像の一般公開の可否を検討する「厳秘」とされる資料の写真が掲載された。写真は同日の衆院予算委員会で仙谷が持っていた資料を読売新聞が撮影したものだったが、仙谷はこれを「盗撮だ」と批判した。翌11月10日に在京8社写真部長会が「通常取材の範囲内で撮影している」と「盗撮」発言の撤回と謝罪を求めた。11月12日の衆院内閣委員会で仙谷は「盗撮」と表現したことを「この場で撤回をいたします」としたが、謝罪は行わず、「その（国会内の撮影許可の）趣旨は、多分、カメラが今のように非常に細かいものまで拡大をして望遠レンズで撮影ができるという時代の撮影許可ではなかった。」「時代とともに撮影のあり方というのももう一度考え直してみる必要がある」と述べ、取材の規制強化に言及した。

### 尖閣ビデオ流出問題に関する監督責任について
2010年11月10日の記者会見で、尖閣ビデオ流出問題に関し、海上保安庁長官である鈴木久泰の監督責任について「独立性、自立性に応じた責任は当然出てくる。強制力を持った執行部門は、それなりの強い権限がある代わりに強く重い責任を負う」と発言。国土交通大臣である馬淵澄夫に関しては「政治職と執行職のトップの責任のあり方は違う」と、責任を問わない意向を表明。公明党の山口那津男代表は「今回の一連の事件は那覇地検の刑事事件処理も海上保安庁の対応も政治的判断に基づいて行われてきた。とすれば、最終的に政治職の側がきちんと責任を担う必要がある。執行職の現場に責任を押しつけるやり方は許してはならない」と述べた。またZAKZAKは「絵に描いたようなトカゲのしっぽ切り」としている。

### 自衛隊「暴力装置」発言
2010年11月18日の参院予算委員会で「暴力装置でもある自衛隊」と述べた。自民党の抗議を受け、「実力組織というふうに訂正させてもらいます。」「自衛隊の皆さん方には謝罪をいたします。」と発言を撤回・謝罪した。菅直人首相も謝罪し同日夜首相執務室において「今後気をつけるように」と厳重注意した。北澤俊美防衛相は「誠に残念なことだ」と述べた。また、自衛官からは失望や怒りの声が多くあがった。産経新聞は、「特異な言葉がとっさに飛び出す背景には、かつて学生運動に身を投じた仙谷氏独特の思想・信条があり、民主党政権の自衛隊観を反映した」と論評し、みんなの党の渡辺喜美は、「昔の左翼時代のDNAが図らずも明らかになっちゃったということではないか。たがが緩んで失言が頻発しますね。政権末期症状だと思います」と述べた。自民党の谷垣禎一は「学生だったころの左翼文献を見ると、『軍隊は暴力装置』とはよくある表現だった」と述べた。石破茂は暴力装置という表現を妥当だと解釈している。
11月19日、仙谷は悪意はなかったとした上で、2009年3月30日に行われたフォーラムにおける石破茂の発言を取り上げて、「石破先生も『警察と軍隊という暴力装置を合法的に所有するというのが国家の定義』と言っている」と反論した。11月22日の参議院予算委員会における自民党の佐藤ゆかりとの質疑では、自衛隊について「自衛隊は憲法上の存在、つまり合憲の存在である」「戦前のようなことが起こらないような（中略）存在として政治の側からコントロールしなければならない」「国民の合意に基づいて存在し行動すると、それが名実共に備わっていなければこの実力装置は、実力部隊は合法化されない」と述べた。またジャーナリストの清谷信一は、保守派である自身もこの言葉を使っており野党の攻撃は感情論だとし、この発言を国会で問題にするほうが異常である、と述べた。また石破が清谷との共著で「暴力装置というのは、すなわち軍隊と警察です。日本では自衛隊と警察、それに海上保安庁も含まれます」と述べていることを挙げ、自民党議員の対応を批判している。石破は後に仙谷を評して、「マックス・ウェーバー（の本を）読んでるんだ」と内心すごく尊敬した、という発言すらしている。

### 自衛隊行事での政治的発言禁止の通達について
2010年11月18日の参院予算委員会で、防衛省が自衛隊行事に政治的発言をする者を呼ばないよう事務次官通達を出した問題に関し、「民間人であろうとも（中略）自衛隊施設の中では（表現の自由は）制限される」と述べ、通達は許容されるとの見解を示した。

### 女性の社会進出推進
2010年4月26日に行われたシンポジウムにおける「（戦後は女性が）働きながら子育てする環境が充実されないままになった。もうそんな時代は終わったのに気付かず、専業主婦に家庭の運営を任せておけばいいという構図を変えなかったことが、日本の病気として残っている」との述べた。一方、産経新聞は「専業主婦は病気」と受け取られかねない発言をしたなどと論評した。これについて仙谷は「そんな表現をした記憶はない。男性中心社会の固定観念が病気であると、絶えず申しあげてきた」と述べた。

### 女性記者へのセクハラ発言
2011年1月6日発売の「週刊新潮」と「週刊文春」（1月13日号）により、日本経済新聞社の女性記者に対して、セクハラ発言を行ったという報道がなされた。仙谷は事実ではないとして、発行元の文芸春秋と新潮社に損害賠償と謝罪広告の掲載を求め東京地裁に提訴した。裁判時に女性記者が法廷にて、「私たちのところのグループに来たとき、どういう風な話の流れかはわかりませんけれども、非常に大きな声で笑いながら、65歳なので、もう勃たないんだよというふうにおっしゃいました」と発言するなどして、事実認定がなされて敗訴した。

## エピソード
- Ustreamでの放送にて田原総一朗は仙谷に献金をしていることを明らかにした[97]。田原は自身が司会を務める番組『サンデープロジェクト』に仙谷をゲストに招くなど、以前から高く評価していた。「わからないことがあれば仙谷さんに聞けばいい」と番組内でも話していた。
- 公明党の井上義久幹事長の親族の弁護（ピース缶爆弾事件）を担当したことがあり、公明党と一定のパイプを持っていると言われている。一方で、創価学会と袂を分かった矢野絢也元委員長の息子を公設秘書として採用しており、同党が不快感を示しているともされている。
- 産経新聞は仙谷を敵視し、紙面や記者会見などで何度もやり取りを繰り返し「仙谷由人研究」と題した連載を組むなど、批判を行うなどした。
- 2011年、日本のタブロイド紙である「週刊新潮」と「週刊文春」に、日本経済新聞社の女性記者に対する発言に関する報道に対し、1月17日、仙谷は「一方的に誤った事実を掲載され、読者に対して誤った認識を抱かせた」として、発行元の文芸春秋と新潮社にそれぞれ1千万円の損害賠償と謝罪広告の掲載を求め東京地裁に提訴したが[98]、2012年6月12日、東京地裁は仙谷の請求を棄却した[99]。
- 趣味は料理、テニス、読書、好きな食べ物はお好み焼き、徳島ラーメンとしている[100]。
- 1990年にTBS「クイズダービー」の「野党の委員長と1年生議員大会」に土井たか子社会党委員長と共に出場したが、結果は0点だった。

## 選挙歴
| 当落 | 選挙                   | 執行日         | 年齢 | 選挙区       | 政党       | 得票数    | 得票率 | 定数 | 得票順位 /候補者数 | 政党内比例順位 /政党当選者数 |
| ---- | ---------------------- | -------------- | ---- | ------------ | ---------- | --------- | ------ | ---- | ------------------ | ---------------------------- |
| 当   | 第39回衆議院議員総選挙 | 1990年02月18日 | 44   | 徳島県全県区 | 日本社会党 | 8万6632票 | 18.37% | 5    | 2/9                | /                            |
| 落   | 第40回衆議院議員総選挙 | 1993年07月18日 | 47   | 徳島県全県区 | 日本社会党 | 4万6211票 | 10.43% | 5    | 6/9                | /                            |
| 当   | 第41回衆議院議員総選挙 | 1996年10月20日 | 50   | 徳島1区      | 旧民主党   | 4万7057票 | 37.73% | 1    | 1/5                | /                            |
| 当   | 第42回衆議院議員総選挙 | 2000年06月25日 | 54   | 徳島1区      | 民主党     | 6万945票  | 47.32% | 1    | 1/4                | /                            |
| 当   | 第43回衆議院議員総選挙 | 2003年11月09日 | 57   | 徳島1区      | 民主党     | 6万917票  | 52.98% | 1    | 1/3                | /                            |
| 当   | 第44回衆議院議員総選挙 | 2005年09月11日 | 59   | 徳島1区      | 民主党     | 6万8026票 | 51.29% | 1    | 1/3                | /                            |
| 当   | 第45回衆議院議員総選挙 | 2009年08月30日 | 63   | 徳島1区      | 民主党     | 7万6764票 | 56.23% | 1    | 1/5                | /                            |
| 落   | 第46回衆議院議員総選挙 | 2012年12月16日 | 66   | 徳島1区      | 民主党     | 3万9402票 | 35.38% | 1    | 2/3                | /                            |

## 栄典
- 2018年 - 従三位。
- 2018年 - 旭日大綬章。

## 家系
自身の家系について、仙谷は「徳島で江戸時代から続いた商人」と述べている。仙谷が生まれる前には、大々的に展開していたという仙谷家の商売は傾いてしまっていたという。
生家近くの商店主によると「お父さんはよく喋る人で、戦後ほどない1951年と1955年に2回、徳島市議選にも出たことがあるんですよ。いずれも落選してしまいましたがね」という。

## 著書
- 『想像の政治政治の創造』現代の理論社、1992年12月5日。
- 高木健一『香港軍票と戦後補償』明石書店、1993年7月。ISBN 4750305332。（共著）
- 『焦眉 : 土建国家日本の転換』ごま書房、1999年11月。ISBN 4341171925。

## その他
- 日中国会議員書画展へ書画を提供している[102]。